# امریسیم-۲۴۱
امریسیم-۲۴۱ یکی از ایزوتوپ‌های امریسیم است. مانند تمام ایزوتوپ‌های امریسیم، رادیواکتیو بوده و نیمه عمر آن ۴۳۲٫۲ سال است. ۲۴۱AM رایج‌ترین ایزوتوپ امریسیم و همچنین شایع‌ترین ایزوتوپ آن در زباله‌های هسته‌ای است. این ایزوتوپ معمولاً در آشکارساز دود نوع یونیزاسیون یافت می‌شود و یک سوخت احتمالی برای مولدهای گرما-الکتریکی ایزوتوپی(RTGs) با طول عمر بالا است. هسته‌های اصلی والد این ایزوتوپ، پلوتونیم-۲۴۱ طی واپاشی بتا، کوریوم-۲۴۱ طی گیراندازی الکترون و برکلیم-۲۴۵ طی واپاشی آلفا است. ۲۴۱Am شکاف پذیر است و جرم بحرانی کره خالص از آن، ۵۷٫۶ تا ۷۵٫۶ کیلوگرم و قطر کره ۱۹ تا ۲۱ سانتی‌متر است.